# Stema Cehiei

Stema Cehiei

Stema mare a Republicii Cehe (a Cehiei) reprezintă un scut sfertuit. În cartierele unu și patru este stema Boemiei: pe roșu, un leu de argint cu două cozi și cu o coroană de
aur; în cartierul doi este stema Moraviei: pe albastru, o acvilă în tablă de șah compu-să din carouri de argint și roșii, cu o coroană de aur; în cartierul trei este stema Sileziei: pe aur, o acvilă neagră cu o coroană de aur; acvila poartă pe aripi o semilu-nă de argint terminată în trefle, din centrul căreia iese o cruce de argint. Stema mică
a Cehiei reprezintă un scut roșu pe care se găsește un leu de argint cu două cozi și cu o coroană de aur.